# 劉伯明
劉伯明（りゅう はくめい、1966年9月 - ）は中国人民解放軍空軍の軍人（中佐）、中国国家航天局の宇宙飛行士。
1998年に中国国家航天局に神舟プログラムのメンバーに選ばれた。
劉は、神舟6号の乗組員の最終選考に残った6人のうちの1人である。
2008年9月17日、劉は翟志剛、景海鵬とともに、神舟7号の乗組員に選ばれた。2008年9月25日21時10分（CST）、彼らは中国3度目の有人宇宙飛行として宇宙に打ち上げられた。3人での打ち上げは中国初で、また劉と翟は中国人初の宇宙遊泳を行った。この際、翟は中国の飛天を着たが、劉はロシアのOrlan-Mの宇宙服を着用した。翟が宇宙遊泳を行う間、劉は軌道モジュールに留まって手助けをし、その後に翟に中華人民共和国の国旗を手渡すため、劉も一人で宇宙遊泳を行った。